# Euphaedra crossei
Euphaedra crossei är en fjärilsart som beskrevs av Sharpe 1902. Euphaedra crossei ingår i släktet Euphaedra och familjen praktfjärilar. IUCN kategoriserar arten globalt som livskraftig. Inga underarter finns listade i Catalogue of Life.